# Derick Baegert

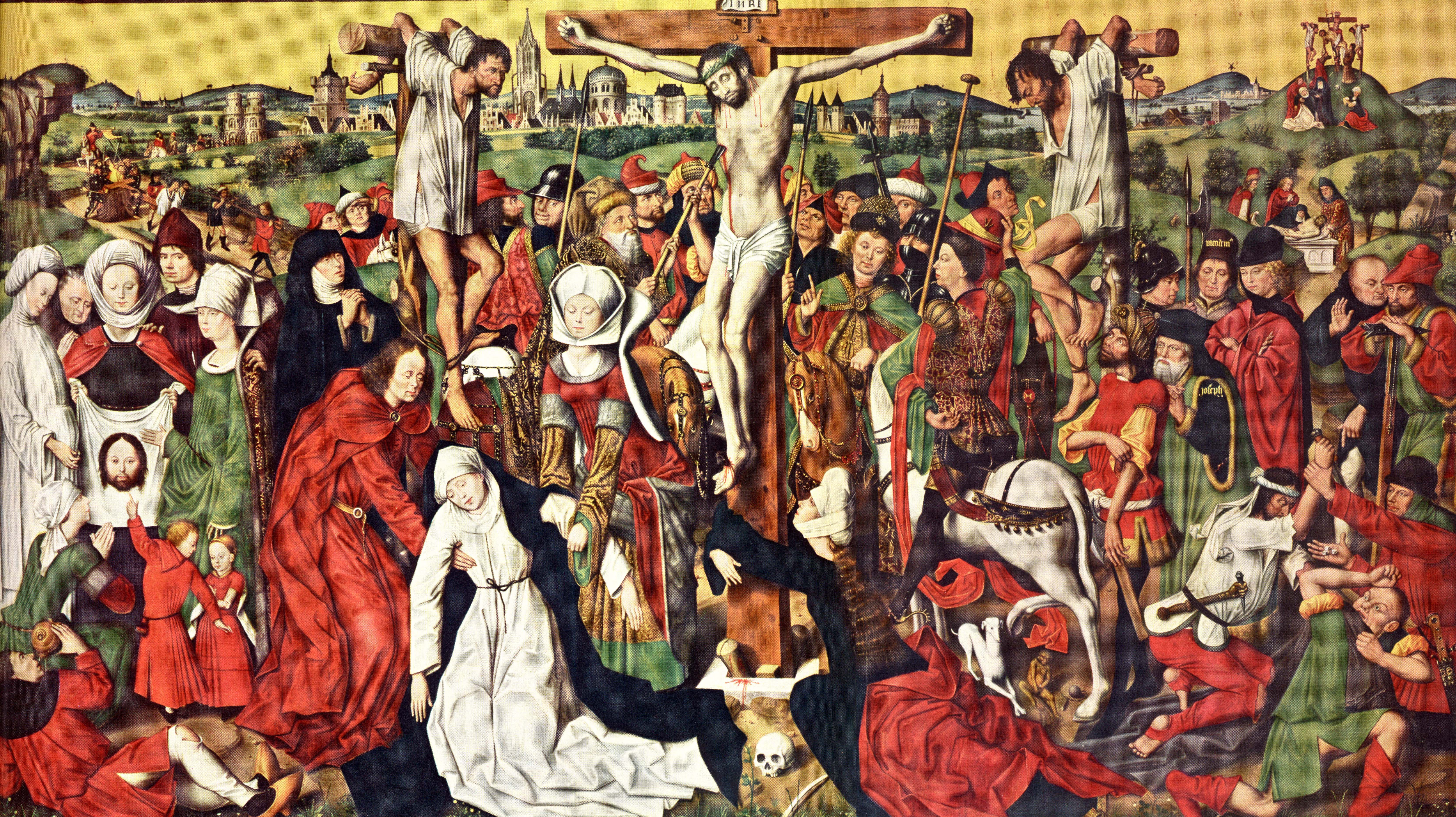
Ukrzyżowanie (ok. 1475)

Derick Baegert (ur. ok. 1440 w Wesel, zm. w 1515 tamże) – niemiecki malarz okresu późnego gotyku.
Należał do kręgu malarzy Dolnej Nadrenii, którzy ulegali bardzo silnym wpływom niderlandzkim. Tworzył pod wpływem Rogiera van der Weydena i Dirka Boutsa, ale malował kompozycje mniej przestrzenne i zapełnione mnóstwem postaci.  Zachowały się jego 4 ołtarze pasyjne, 2 ołtarze Rodziny Marii, Ołtarz św. Łukasza oraz pojedyncze kwatery innych ołtarzy. W l. 1493-94 namalował scenę składania przysięgi sądowej dla ratusza w Wesel. 
Jego syn Jan oraz siostrzeniec Jan Joest van Kalkar również byli malarzami.

## Wybrane dzieła
- Ołtarz z Ukrzyżowaniem -  ok. 1475, 210 x 722 cm (otwarty), 210 x 372 cm (zamknięty), Klasztor Dominikanów w Dortmundzie
- Chusta św. Weroniki -  ok. 1477, 200 x 98 cm, Muzeum Thyssen-Bornemisza, Madryt
- Rycerze i żołnierze rzucają losy o szaty Chrystusa -  1477-78, 159 × 92,3 cm, Muzeum Thyssen-Bornemisza, Madryt
- Maria Magdalena -  1477-78, 80 x 42,3 cm, Muzeum Thyssen-Bornemisza, Madryt
- Św. Łukasz malujący Madonnę z Dzieciątkiem -  ok. 1490, 113 x 82 cm, Westfalisches Landesmuseum, Münster
- Tryptyk z Pokłonem Trzech Króli -  96 x 68 cm + 96 x 27 cm (skrzydła), Gemäldegalerie, Berlin